# Crevant-Laveine
Crevant-Laveine är en kommun i departementet Puy-de-Dôme i regionen Auvergne-Rhône-Alpes i centrala Frankrike. Kommunen ligger i kantonen Lezoux som tillhör arrondissementet Thiers. År 2022 hade Crevant-Laveine 964 invånare.

## Befolkningsutveckling
Antalet invånare i kommunen Crevant-Laveine
| Referens: INSEE |